# Журавлихинский сельсовет (Московская область)
Журавлихинский сельсовет — упразднённая административно-территориальная единица, существовавшая на территории Московской губернии и Московской области до 1933 года.
Журавлихинский сельсовет возник в первые годы советской власти. В 1922 году он находился в составе Канаевской волости Волоколамского уезда Московской губернии.
24 марта 1924 года в связи с упразднением Канаевской волости Журавлихинский с/с был включён в состав Серединской волости.
По данным 1926 года в состав сельсовета входил 1 населённый пункт — Журавлиха.
В 1929 году Журавлихинский с/с был отнесён к Шаховскому району Московского округа Московской области.
19 февраля 1933 года Журавлихинский с/с был упразднён, а его территория в полном составе передана в Дорский с/с.